# Coussin d'air

1. Hélices propulsives
2. Air
3. Compresseur
4. Jupe souple

Le coussin d'air est une technique de sustentation utilisée dans les domaines du transport et de la manutention pour maintenir en sustentation des véhicules ou des charges sans contact avec le sol (ou une autre surface suffisamment plane, comme l'eau ou la glace) au moyen d'une couche d'air sous pression. 
Cette couche d'air est confinée sous le plancher du véhicule et en périphérie par des jupes souples ou rigides.
Dans le schéma ci-joint, il faut comprendre qu'il n'y a aucune liaison mécanique entre le compresseur et l'hélice. Les deux fonctions (portance aérostatique et propulsion) sont le plus souvent assurées par des moteurs séparés.

## Coussin d'air aérodynamique
Dans ce cas le coussin d'air est établi entre le « sol » (terre, mer, neige, sable) et une surface fixe. C'est la vitesse qui établit une surpression positive entre l'aile et le sol. 
Voir avions à effet de sol.